# كاثرين بيلوف
كاثرين بيلوف (بالإنجليزية: Katherine Belov) هي أحيائية وعالمة وراثة أسترالية، ولدت في 1973 في سيدني في أستراليا. هي رئيسة مجموعة دراسات جينوم الحياة البرية الأسترالية، وخبيرة أبحاث في مجال علم الجينوم المقارن وعلم الوراثة المناعي، وتحديداً حيوانات كشيطان تسمانيا والكوالا، وهما نوعان من الكائنات الأسترالية المشهورة المهددة بالخطر والأمراض. وخلال مسيرتها المهنية، دحضت الفكرة القائلة أن النظام المناعي للجرابيات هو نظام بدائي، كما وصفت المورثات المناعية لحيوان الأبوسوم الرمادي قصير الذيل والمتواجد في أميريكا الجنوبية، وشاركت في مشروع جينوم خلد الماء، وقادت بحثاً للتعرف على خواص سمّ خلد الماء، وتعرّفت على السبب الذي أدى لانتشار السرطان المُعْدي بين حيوانات شيطان تسمانيا.
البروفيسورة بيلوف من أشد المدافعين عن النساء في مجالات العلوم والتكنولوجيا والهندسة والرياضيات، وقادت فريقاً بحثياً مؤلفاً من طالبات وطالبات ما بعد الدكتوراه.

## سيرتها الذاتية
وُلدت كاثرين بيلوف في العاصمة الأسترالية سيدني عام 1973، ووالداها نيك ولاريسا بيلوف، وهما مهاجران من أصل روسي. ترعرعت بيلوف في ويست رايد في نيو ساوث ويلز، وحصلت على شهادة البكالوريوس في علم الوراثة البشري من جامعة ماكواري. اقتنعت لاحقاً بتغيير اختصاصها من علم الوراثة البشري إلى علم الوراثة الحيواني، وكان البروفيسور ديس كوبر هو من أقنعها بذلك، وأصبح لاحقاً المشرف المسؤول عن نيلها درجة الدكتوراه. تمحورت أعمالها في البداية حول حيوان الكنغر الرمادي، ثم غيّرت مجالها بعد فترة وجيزة لتدرس عن خلد البحر. دحضت بيلوف نظرية وضعها باحث آخر ادعى فيها أن خلد البحر لا يمتلك نظاماً مناعياً متطوراً، حيث أثبتت بيلوف أن خلد الماء يملك نظاماً مناعياً معقداً مقارنة بنظامنا نحن البشر. ساعدها البحث السابق بالالتحاق ببرنامج دكتوراه عن علم مناعة خلد البحر في جامعة ماكواري. حصلت بيلوف على درجة الدكتوراه عام 2002، وبدأت دراسة ما بعد الدكتوراه في المتحف الأسترالي بمنحة من مجلس البحوث الأسترالي.
أصبحت بيلوف عام 2004 إحدى الباحثات الرئيسيات اللواتي رتّبن جينوم خلد البحر بالتسلسل، باعتبارها جزءاً من الفريق المسؤول عن هذا البحث. نُشرت النتائج –التي تشمل عمل 100 عالم من جميع أنحاء العالم –في مجلة ناتشر في شهر مايو من عام 2008. توصل الفريق إلى عددٍ من النتائج، من ضمنها امتلاك خلد البحر ببتيدات مضادة للميكروبات، وإمكانية الخلد محاربة طيف واسعٍ من البكتيريا والفيروسات، وربما محاربة عدوى المكورات العنقودية عند البشر. أكملت بيلوف بحثها، وترأس الآن فريقاً خاصاً بها مكوناً من باحثين من جامعة سيدني، حيث شرعوا وصف سم خلد البحر، فلا يوجد مضاد تسمم لهذا السم، كما يسبب آلاماً مبرحة للبشر. استطاع الفريق أيضاً إنهاء التحليل خلال 18 شهراً، وأكدوا وجود إنزيم ميتالوبروتيناز الزنك المشابه لما تملكه الأفاعي، وسبع مواد سامة أخرى شبيهة بـ ألفا–لاتروتوكسين الموجود لدى العنكبوتة الأرملة، و6 مفرزات بروتينية غنية بالسيستئين كتلك الموجودة لدى بعض السحالي ووحش جيلا، بالإضافة إلى مكونات أخرى مشابهة لتلك الموجودة في سم شقائق نعمان البحر.
في عام 2007، قبلت بيلوف منصب محاضرة في كلية علوم الطب البيطري في جامعة سيدني، وبدأت تركز على السرطانات القابلة للانتقال وسرطان الوجه الشيطاني، وهو مرضٌ انتشر بين شياطين تسمانيا عام 1996. أوضحت بيلوف أن شياطين تسمانيا ينقصها التنوع الجيني لمعقد التوافق النسيجي الكبير. أثبتت بيلوف صحة نظريها القائلة أن شياطين تسمانيا لا تملك استجابة مناعية للسرطان بسبب التركيب الجيني للورم المشابه جداً للتركيب الجيني الخاص بشياطين تسمانيا.
خلال الأعوام الـ 20 الماضية، تفشّى السرطان القابل للانتقال بالعدوى بين حيوانات شيطان تسمانيا. تنتشر الخلايا السرطانية عن طريق العض، مما يؤدي لنمو أورامٍ مميتة على أوجه وأفواه الجرابيات العدائية. تمت مراقبة هذا الورم لدى شياطين تسمانيا، وتأكد الباحثون أن الورم مميتٌ بنسبة 100 بالمئة، كما أوضحت النماذج الوبائية أن الكائنات المصابة بالعدوى منذ زمنٍ طويل ستواجه خطر الانقراض. لكن آندرو ستورفر من جامعة واشنطن أكد أن هذه الحيوانات لا تزال على قيد الحياة. يمتلك آندرو وزملاؤه تفسيراً مقنعاً، حيث نشروا دراسة في مجلة نيتشر كوميونيكيشنز تفيد بأن شياطين تسمانيا قد طوّرت مقاومة لمرض سرطان الوجه الشيطاني.
أصبحت بيلوف بروفيسورة في علم الوراثة المقارن في جامعة سيدني، وحازت على منحة من مجلس البحوث الأسترالي كي تكمل بحثها في التعرّف على الجينات. لم تقتصر الدراسة على شيطان تسمانيا وخلد الماء، بل شملت أنواعاً وفصائل أخرى من الحيوانات الأسترالية كالفصيلة السقنقورية والولب. في عام 2014، حصلت بيلوف على ميدالية فينر من طرف الأكاديمية الأسترالية للعلوم عن بحثها في مجال البيولوجيا.
في عام 2016، عُيّنت بيلوف في منصب نائب مستشار (الاتفاقية العالمية) في جامعة سيدني. حيث كانت مسؤولة عن إدارة التنمية وتنفيذ إستراتيجية الاتفاقية العالمية.
أنجز فريق البحث الذي قادته بيلوف عدداً من الاكتشافات عام 2016. في البداية، أثبت بحثٌ جديد أن الببتيدات المضادة للميكروبات (والتي تُدعى كاثليسدسن)، والموجودة في حليب شيطان تسمانيا، قادرةٌ على قتل أقوى أنواع البكتيريا والفطريات القاتلة، وهو اكتشاف مهم في الحرب ضد الكائنات القادرة على مقاومة المضادات الحيوية. ثم اكتشف الفريق 9 طفرات جينية جديدة لدى حيوانات شيطان تسمانيا المعزولة في البراري الجنوبية الغريبة لأستراليا.
نشرت بيلوف أكثر من 170 ورقة بحثية، من ضمنها أوراقٌ نُشرت في مجلات علمية كمجلة نيتشر ومجلة تقارير الأكاديمية الوطنية للعلوم PNAS وPLoS Biology.
يدرس فريقها اليوم، والذي يُدعى مجموعة دراسات جينوم الحياة البرية الأسترالية، علم الوراثة الجزيئي وتطور سلالات الجينات والمحتوى الوراثي الخاص بحيوانات أستراليا. يركز البحث حول النظام المناعي وعلم الوراثة المحافظة وتطبيقات إدارة وحماية الحياة البرية.
تعشق كاثرين الإشراف على الباحثين في بداية مشوارهم المهني، وتحديداً النساء منهن، حيث أشرفت على 11 طالب ما بعد الدكتوراه ضمن فريقها، والعديد غيرهم عن طريق برامج الإشراف. كما أشرفت على 18 طالب حاصل على شهادة الدكتوراه، و13 طالب آخر حاصل على شهادة الماستر، و24 طالب فخري. تشجّع كاثرين النساء في مجالات العلوم والتكنولوجيا والهندسة والرياضيات، وترأس مجلس SAGE الاستشاري في جامعة سيدني.
حصلت بيلوف على نيشان أستراليا في اعترافٍ بخدمتها كأكاديمية وباحثة في مؤسسات التعليم العالي (خاصة في مجال علم الوراثة المقارن).